# Waylander
Waylander ist ein Roman des britischen Fantasyautors David Gemmell. Es ist die erste dreier Geschichten, in denen die Figur Waylander der Schlächter den Hauptcharakter stellt. Fortsetzungen sind die Bücher Im Reich des Wolfes sowie Waylander der Graue. Nach der Veröffentlichung des Romans wurde Gemmell von seinem Arbeitgeber entlassen, weil er Namen von Kollegen, die er nicht mochte, für die „Bösen“ des Buches benutzte. In Deutschland wurde das Buch 1995 veröffentlicht.

## Handlung
Niallad, König der Drenai, ist von einem Attentäter ermordet worden. Feindliche Truppen überrennen das Land der Drenai. Ihre Befehle lauten, alle Männer, Frauen und Kinder zu töten.
Im Mittelpunkt der Handlung des Buches steht der Meuchelmörder Waylander, der zugleich Titelheld der Geschichte ist.
Der Werdegang Waylanders wird im Laufe der Erzählung in mehreren Rückblenden geschildert.
Waylander der Schlächter trug einst den Namen Dakeyras und war ein Offizier in der Armee der Drenai. Nach seinem Dienst beim Militär wollte er sich zusammen mit seiner Frau Tanya und seinen Kindern auf ein einfaches Leben als Bauer beschränken. Das gemeinsame Glück war allerdings nur von kurzer Dauer, da während Dakeyras' Abwesenheit seine gesamte Familie von plündernden Söldnern getötet wurde. An diesem Ereignis zerbrach Dakeyras und Waylander der Schlächter war geboren. Blind vor Schmerz, Hass und grenzenloser Rachsucht machte er sich auf die Suche nach den Mördern seiner Familie, um jeden einzelnen langsam und auf möglichst brutale Art zu richten. Nach vollstreckter Rache war Waylander unfähig zu einem gewöhnlichen Leben zurückzufinden und verdingte sich als Attentäter.
Zwanzig Jahre nach dem Mord an seiner Familie erhält Waylander von dem vagrischen General Kaem den Auftrag zur Ermordung des jungen Drenai-Königs Niallad. Kaem plant eine Invasion im Land der Drenai. Der Mord an Niallad sollte das Volk der Drenai zusätzlich schwächen und demoralisieren. Nach verübter Tat fordert Waylander von Kaem die vereinbarte Bezahlung. Als sich der General jedoch weigert, führt dies zu einer Auseinandersetzung in deren Zuge Waylander Kaems einzigen Sohn tötet, wodurch sich Waylander Kaem zum Todfeind macht.
Fortan ist Waylander sowohl vor Kaem als auch vor den Drenai auf der Flucht, da er die Schuld am Tode ihres Königs trägt. Auf seiner Reise durch das Land begegnet er dem friedliebenden Priester Dardalion und der rothaarigen Schönheit Danyal, in deren Begleitung sich drei Waisenkinder befinden, die Waylander fortan beschützt.
Als die Seele des Priesters auf magische Weise attackiert wird, droht Dardalion an der Attacke zu sterben. Nur durch die Intervention Waylanders kann sein Tod verhindert werden. Waylander flösst dem jungen Priester einige Tropfen seines Blutes ein, was zu einer nachhaltigen Veränderung Dardalions führt. Dardalion ist fortan bereit, sich auf gewaltsame Weise zur Wehr zu setzen und dafür notfalls auch zu töten. Die Wandlung seines Charakters führt zu der Überzeugung für Frieden stets kämpfen zu müssen, was ihn dazu veranlasst auch andere Priester von seinen neuen Ansichten zu überzeugen. Letztlich gründet er zusammen mit 29 Gleichgesinnten einen Orden von Kriegerpriestern, die sich fortan einfach die Dreißig nennen. Der Orden entschließt sich außerdem dazu, den Drenai gegen die vagrischen Invasoren beizustehen.
Waylander wird von dem blinden Orien, dem alten König und Vater Niallads, gebeten die legendäre Bronzerüstung der Drenai zu suchen, da sie ein Symbol für die Unbesiegbarkeit der Drenai darstellt. Waylander selbst hofft dadurch insgeheim einen Teil seiner Schuld am Unheil der Drenai zu tilgen, das er durch das Attentat an deren König mitverantwortet hat.
Verfolgt von den Kriegern General Kaems und bedroht durch gefährliche Werbestien muss der Krieger Waylander eine Reise ins Land der Nadir unternehmen, um die legendäre Bronzerüstung zu finden, da mit ihr das Schicksal der Drenai noch gewendet werden kann. Unterstützt wird er dabei von Danyal und dem verräterischen Attentäter Durmast.
Schließlich bringt Danyal die Bronzerüstung zu Gan Egel, dem Heerführer der Drenai, dem es im Folgenden gelingt, die vagrischen Invasoren zurückzuschlagen.
Zusammen mit den überlebenden beiden Waisenkindern Miriel und Krylla, die sie an Kindes statt annimmt, lässt sich Danyal in der Drenai-Stadt Skarta nieder. Ein halbes Jahr später zieht die kleine Familie jedoch in die Fremde – in Begleitung des Attentäters Waylander.